# Harmonia de les esferes

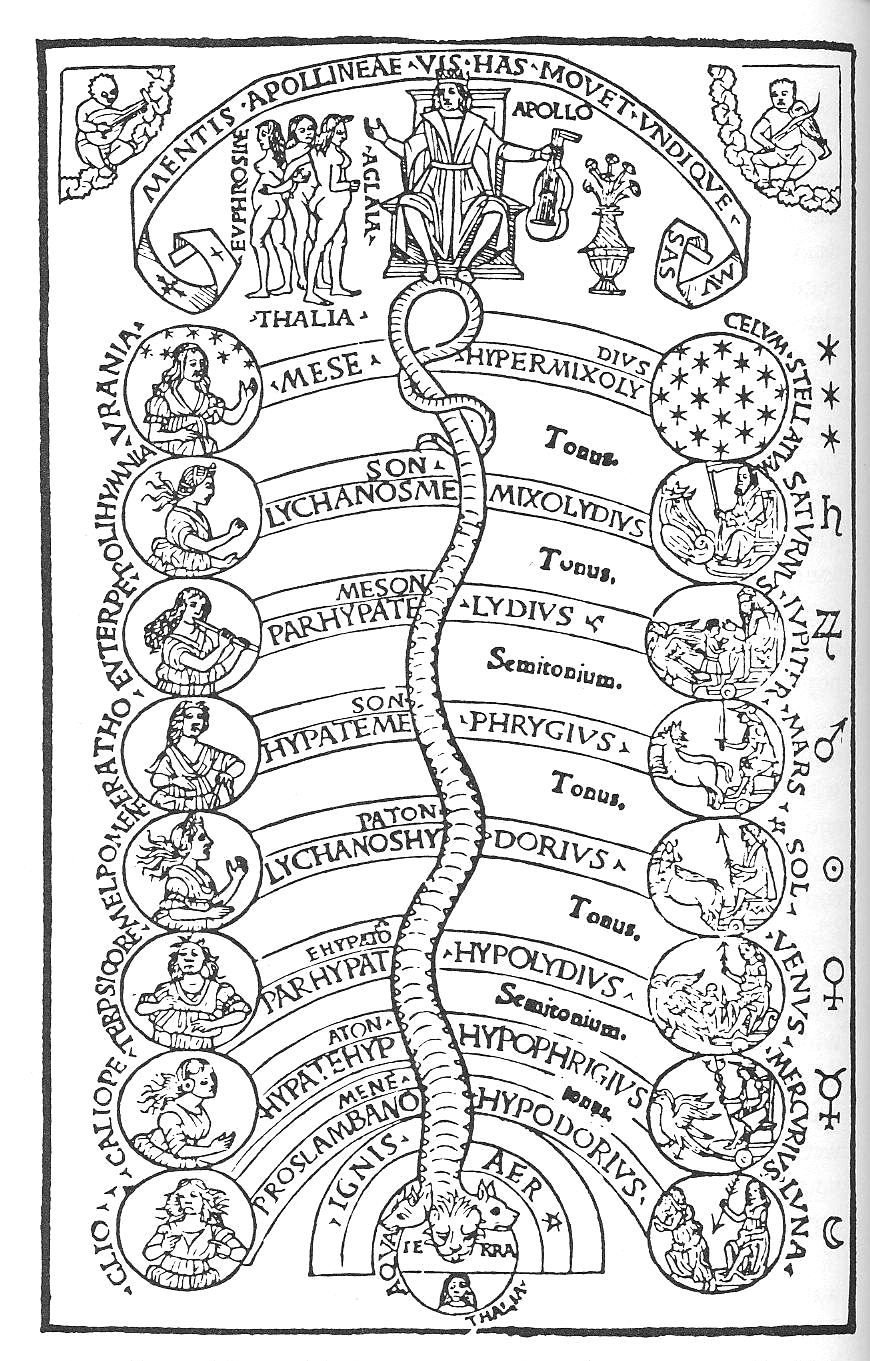
Gravat italià del 1495 amb Apol·lo, les Muses, les esferes planetàries i elements musicals.

L'harmonia de les esferes o musica universalis és una antiga teoria d'origen pitagòric basada en la idea que l'univers està governat segons proporcions numèriques harmonioses i que el moviment dels cossos celestes es regeix segons proporcions musicals; les distàncies entre planetes correspondrien, segons aquesta teoria, als intervals musicals.
L'expressió grega harmonia tou kosmou es tradueix com «harmonia del cosmos». La paraula harmonia fa referència a les proporcions adequades entre les parts i el tot en sentit matemàtic. La paraula música (mousikê) fa referència a «l'art de les Muses» i a «Apol·lo». El terme «esferes» és d'origen aristotèlic i designa la zona d'influència d'un planeta (Sobre el cel).
La teoria de l'harmonia de les esferes dels pitagòrics apareix en textos de Plató (La República, 530d y 617b; Critón, 405c) i d'Aristòtil (Sobre el cel, 290b12). La vigència d'aquesta teoria va perdurar fins a finals del Renaixement.